# Dysoxylum densiflorum
Dysoxylum densiflorum är en tvåhjärtbladig växtart som först beskrevs av Bi., och fick sitt nu gällande namn av Friedrich Anton Wilhelm Miquel. Dysoxylum densiflorum ingår i släktet Dysoxylum och familjen Meliaceae. Inga underarter finns listade i Catalogue of Life.